# Макар'ївка (Самарська область)
Макар'ївка (рос. Макарьевка) — село в Безенчуцькому районі Самарської області Російської Федерації.
Населення становить 234 особи. Входить до складу муніципального утворення сільське поселення Ольгине.

## Історія
Населений пункт розташований у межах українського етнічного та культурного краю Жовтий Клин.
Від 2005 року входило до складу муніципального утворення сільське поселення Ольгине.

## Населення
| 2010 | 2012 | 2013 | 2014 | 2015 | 2016 |
| ---- | ---- | ---- | ---- | ---- | ---- |
| 230  | ↗241 | ↗242 | ↘230 | ↘228 | ↗234 |